# ۱۲ مرداد
۱۲ مرداد صد و سی و ششمین روز از سال در گاه‌شماری خورشیدی است. به پایان سال ۲۲۹ روز (۲۳۰ روز در سال کبیسه) باقی‌ است.

## رویدادها
- ۱۳۳۲ - همه‌پرسی انحلال مجلس شورای ملی در تهران
- ۱۳۵۳ - پایان همایش اقتصادی ۱۳۵۳ رامسر
- ۱۳۵۸ - انتخابات مجلس خبرگان قانون اساسی[۱](۱۳۵۸)
- ۱۳۵۹ - تأسیس شورای هماهنگی تبلیغات اسلامی[۲](۱۳۵۹)
- ۱۳۷۶ - آغاز ریاست‌جمهوری محمد خاتمی
- ۱۳۸۴ - آغاز ریاست‌جمهوری محمود احمدی‌نژاد
- ۱۳۹۲ - آغاز ریاست‌جمهوری حسن روحانی
- ۱۴۰۰ - آغاز ریاست‌جمهوری ابراهیم رئیسی.
- ۱۴۰۴ - شورای عالی امنیت ملی در چارچوب اصل ۱۷۶ قانون اساسی، تأسیس شورای دفاع را تصویب کرد.

## زادروزها
- ۱۲۸۹ - نعمت‌الله نصیری، رئیس ساواک
- ۱۲۹۸ - محمد قاضی، مترجم (د. ۱۳۷۶)
- ۱۳۰۵ - سید محمدحسین حسینی طهرانی، حکیم و فقیه (د. ۱۳۷۴)
- ۱۳۴۷ - سیامک انصاری، بازیگر
- ۱۳۶۲ - عرفان پایدار، خواننده رپ
- ۱۳۶۵ - حسین ابلیس، خواننده رپ
- ۱۳۶۹ - حسین ابراهیمی، بازیکن فوتبال

## درگذشت‌ها
- ۱۳۶۸ - محسن بدیع، از بنیانگذاران صنعت لابراتوار فیلم در ایران (۱۳۶۸ش)
- ۱۴۰۰ - غلامحسین شیری علی‌آبادی، نماینده حوزه انتخابیه هشترود در دوره نهم مجلس شورای اسلامی
- ۱۴۰۲ - منوچهر مؤتمنی طباطبایی، وکیل